# 玉川みちみ
玉川 みちみ（たまがわ みちみ、1913年8月1日 - 1934年11月24日）は、日本の女優である。本名は奥野 ミチミ（おくの - ）、活動初期は奥野 みちみと名乗っていた。

## 人物・経歴
京都府京都市鳴滝に3姉妹の3女として生まれる。
1924年（大正13年）、下加茂小学校在学中に松竹下加茂撮影所に子役として入社する。「奥野みちみ」名義で賀古残夢監督の『高野長英』でデビュー。その後、下加茂撮影所の閉鎖に伴い退社。
1928年（昭和3年）に日活大将軍撮影所に入社、「玉川みちみ」と改名する。第1作目の『蔚山沖の海戦』に山本嘉一、中野英治らと共演した。1932年（昭和7年）の『恋人満開』で田中春男と組んで主演。この年からは並行して舞台にも出演した。
1934年（昭和9年）、新興キネマに移籍するが、結核のため8月に退社。11月24日に太秦の自宅で死去。21歳没。

## フィルモグラフィ
- 高野長英 1924年 監督賀古残夢、松竹下加茂撮影所 ※「奥野みちみ」名義
- 小さき旅芸人 1925年 監督清水宏・脚本野村芳亭、松竹下加茂撮影所 ※「奥野みちみ」名義
- 蔚山沖の海戦 1928年 監督東坊城恭長、日活大将軍撮影所
- こころの燈火 1932年 監督伊奈精一、日活太秦撮影所
- 腕を組んで 1932年 監督木藤茂、日活太秦撮影所
- 恋人満開 1932年 監督田口哲・脚本山本嘉次郎、日活太秦撮影所
- 二人の新学士 1933年 監督田口哲・原作岸田國士、日活太秦撮影所
- 桃色の娘 1933年 監督山本嘉次郎、日活太秦撮影所
- パパの青春 1934年 監督上野信二郎、新興キネマ
- 妖麗 1934年 新興キネマ